# Phrynium
Phrynium là một chi thực vật có hoa trong họ Marantaceae.

## Lịch sử phân loại
Năm 1797, Carl Ludwig Willdenow mô tả chi Phrynium với loài duy nhất có danh pháp Phrynium capitatum, dẫn chiếu tới Phyllodes placentaria Lour., 1790 và Pontederia ovata L., 1753; và theo quy tắc nó là loài điển hình của chi Phrynium. 
Năm 1827, Carl Ludwig Blume mô tả 6 loài thuộc chi Phrynium, trong đó liệt kê P. capitatum, P. pubigerum, P. pubinerve, P. maximum, P. latifolium và P. densiflorum.
Sau này người ta nhận thấy mô tả và dẫn chiếu của Phrynium capitatum là sự kết hợp các đặc trưng giống nhau của 2 loài khác nhau trong cùng một họ Marantaceae, có quan hệ họ hàng không quá gần - với  Phyllodes placentaria nay là Stachyphrynium placentarium (dong gói bánh / lá dong, với lá tại Việt Nam được dùng để gói một số loại bánh, như bánh chưng) và Pontederia ovata là Phrynium pubinerve của Blume; như thế danh pháp Phrynium capitatum trở thành tên gọi không hợp lệ (nom. illeg.) và dư thừa (nom. superfl.). Tuy nhiên, để bảo toàn tên chi Phrynium (ICN công nhận sự bảo toàn tên gọi này, với việc loại bỏ sự dẫn chiếu tới Phyllodes placentaria trong mô tả của loài điển hình) thì danh pháp Phrynium ovatum dường như là hợp lệ, nhưng nó lại bị chiếm chỗ trước từ năm 1823, với Phrynium ovatum Nees & Mart., 1823 nay là Goeppertia ovata (Nees & Mart.) Borchs. & S.Suárez, 2012 cũng thuộc họ Marantaceae và danh pháp hợp lệ có sớm nhất chính là Phrynium pubinerve của Blume năm 1827.

## Các loài
1. Phrynium aurantium (Clausager & Borchs.) Suksathan & Borchs., 2009 - Borneo
2. Phrynium bracteosum (Warb. ex K.Schum.) Suksathan & Borchs., 2010 - Bắc Borneo, Philippines
3. Phrynium cominsia I.M.Turner, 2022 - New Guinea.
4. Phrynium fasciculatum (C.Presl) Horan., 1862 - Philippines tới Maluku.
5. Phrynium fissifolium Ridl., 1906. - Borneo
6. Phrynium giganteum Scheff., 1876. - Maluku, New Guinea, Quần đảo Bismarck, Quần đảo Solomon, Vanuatu.
7. Phrynium gracile K.Schum., 1905 - Quần đảo Bismarck
8. Phrynium grandibracteatum Clausager & Borchs., 2003 - Borneo
9. Phrynium hainanense T.L.Wu & S.J.Chen, 1981 - Thái Lan, Việt Nam, nam Trung Quốc.
10. Phrynium hirtum Ridl., 1899 - Miền nam Thái Lan, Borneo, Sumatra, Malaysia.
11. Phrynium houtteanum K.Koch, 1863 - Java.
12. Phrynium imbricatum Roxb., 1820 (đồng nghĩa: Phrynium dispermum) - Dong nếp; miền đông Ấn Độ, Bangladesh, Myanmar, Thái Lan, Lào, Việt Nam, nam Trung Quốc.
13. Phrynium interruptum (K.Schum.) Suksathan & Borchs., 2009 - Philippines tới Maluku.
14. Phrynium kaniense Loes. & G.M.Schulze, 1938 - New Guinea.
15. Phrynium laxum (Clausager & Borchs.) Suksathan & Borchs., 2009 - Borneo.
16. Phrynium longispicum (K.Schum.) Suksathan & Borchs., 2009 - Sulawesi.
17. Phrynium macrocephalum K.Schum., 1899 - New Guinea.
18. Phrynium magnificum Suksathan & Borchs., 2009 - New Guinea.
19. Phrynium maximum Blume, 1827 - Java, Sumatra, Malaysia, Borneo.
20. Phrynium minutiflorum Suksathan & Borchs., 2009 - Philippines.
21. Phrynium nicobaricum Didr., 1854 - Quần đảo Nicobar.
22. Phrynium obscurum Teijsm. & Binn.,1862 - Thái Lan, Malaysia, Sumatra.
23. Phrynium parvum (Ridl.) Holttum, 1951 - Malaysia bán đảo.
24. Phrynium pedunculatum Warb. ex K.Schum., 1900 - New Guinea.
25. Phrynium pedunculiferum D.Fang, 2002 - Nam Trung Quốc, bắc Đông Dương.
26. Phrynium pubinerve Blume, 1827 - Dong gân lông; phổ biến rộng từ Ấn Độ tới miền nam Trung Quốc, Đông Nam Á, New Guinea. Loài điển hình của chi.
27. Phrynium robinsonii (Valeton) Suksathan & Borchs., 2009 - Sulawesi, Maluku.
28. Phrynium rubrum (Valeton) Suksathan & Borchs., 2009 - Maluku.
29. Phrynium sapiense (Clausager, Mood & Borchs.) Suksathan & Borchs., 2009 - Sabah.
30. Phrynium schlechteri Loes. & G.M.Schulze, 1938 - New Guinea.
31. Phrynium simplex (Elmer) Suksathan & Borchs., 2009 - Luzon.
32. Phrynium stenophyllum Clausager & Borchs., 2003 - Borneo.
33. Phrynium tonkinense Gagnep., 1904 - Dong Bắc Bộ; Việt Nam, đông nam Vân Nam.
34. Phrynium tristachyum Ridl., 1924 - Malaysia bán đảo.
35. Phrynium venustum I.M.Turner, 1998 - Malaysia bán đảo.
36. Phrynium villosulum Miq., 1861 - Borneo, Malaysia, Sumatra.
37. Phrynium whitei (Ridl.) Suksathan & Borchs., 2009 - New Guinea.
38. Phrynium yunnanense Y.S.Ye & L.Fu, 2017 - Việt Nam, đông nam Vân Nam.

## Lưu ý
Phrynium Loefl. ex Kuntze, 1898 nom. illeg. là danh pháp đồng nghĩa của Heteranthera Ruiz & Pav., 1794 nom. cons., thuộc họ Pontederiaceae.